# Neoclytus scenicus
Neoclytus scenicus är en skalbaggsart som beskrevs av Francis Polkinghorne Pascoe 1866. Neoclytus scenicus ingår i släktet Neoclytus och familjen långhorningar. Inga underarter finns listade i Catalogue of Life.